# Lambert Lombard
Lambert Lombard (Lieja, 1505 - Lieja, 1565-66) foi um arquiteto, teórico do então governo clerical de Lieja e, principalmente, um pintor renascentista flamengo.
Durante sua carreira, trabalhou para Jan Gossaert em Midelburgo, foi treinado na Antuérpia e treinou Frans Floris. Em 1532 tornou-se pintor da corte e arquiteto de Lieja. Apesar de não se poder afirmar com certeza se quaisquer obras são de fato de Lombard, um número bastante reduzido das pinturas, algumas gravações e cópias e também cerca de 500 desenhos estão preservados até hoje.
Foi um inovador nos Países Baixos, apesar de sua arte muito acadêmica e fria devido ao treinamento no norte, pois investigou as formas da arte clássica. Foi o fundador da primeira academia de arte dos Países Baixos e influenciou a arte em Liège a tal ponto que, com seu classicismo, estabeleceu uma tradição na cidade que duraria até o século seguinte.
Em 1537 ele foi enviado por dois anos a Roma por Eberhard von der Mark, príncipe-bispo de Leija, para acompanhar o cardeal inglês Reginald Pole e comprar obras de arte. Lá descobriu as obras da renascença italiana e dedicou-se a várias pinturas de antiguidades. Em seu retorno ele trouxe de volta à cidade não só trabalhos artísticos, mas também novas ideias sobre a arte e a posição do artista. [carece de fontes?]
Dominicus Lampsonius escreveu uma biografia de Lombard intitulada A Vida de Lambert Lombard.[carece de fontes?]